# Banach-Mazur-Abstand
Der Banach-Mazur-Abstand, benannt nach Stefan Banach und Stanisław Mazur, ist ein Begriff aus der mathematischen Theorie der Banachräume. Er definiert einen Abstand zwischen zwei isomorphen normierten Räumen und wird besonders für endlichdimensionale Räume verwendet.

## Motivation und Definition
Sind {\displaystyle (E,\|\cdot \|_{E})} und {\displaystyle (F,\|\cdot \|_{F})} zwei isomorphe normierte Räume, so gibt es eine bijektive, stetige, lineare Abbildung {\displaystyle T:E\rightarrow F}, deren Umkehrung ebenfalls beschränkt ist. Für die Operatornorm gilt {\displaystyle 1=\|\mathrm {id} _{E}\|=\|T^{-1}\circ T\|\leq \|T^{-1}\|\cdot \|T\|}. Daher ist
eine Zahl {\displaystyle \geq 1}, die misst, wie weit die Räume {\displaystyle (E,\|\cdot \|_{E})} und {\displaystyle (F,\|\cdot \|_{F})} davon entfernt sind, isometrisch isomorph zu sein. Diese Zahl nennt man den Banach-Mazur-Abstand zwischen {\displaystyle (E,\|\cdot \|_{E})} und {\displaystyle (F,\|\cdot \|_{F})}. Sind {\displaystyle E} und {\displaystyle F} nicht isomorph, so ist {\displaystyle \delta (E,F)=\infty }.
Es gelten folgende einfache Regeln:
1. {\displaystyle \delta (E,E)=1}; allgemeiner {\displaystyle \delta (E,F)=1}, falls {\displaystyle E} und {\displaystyle F} isometrisch isomorph sind,
2. {\displaystyle \delta (E,F)=\delta (F,E)} für normierte Räume {\displaystyle E} und {\displaystyle F},
3. {\displaystyle \delta (E,F)\leq \delta (E,G)\cdot \delta (G,F)} für normierte Räume {\displaystyle E}, {\displaystyle F} und {\displaystyle G}.

Daraus ergibt sich, dass sich {\displaystyle {\log }\circ \delta } wie eine Metrik verhält, wobei {\displaystyle \log } irgendeine Logarithmusfunktion ist, zum Beispiel der natürliche Logarithmus.
Das erklärt den Namen Banach-Mazur-Abstand.

## Bemerkungen
Der Banach-Mazur-Abstand {\displaystyle \delta (E,F)} hängt vom zugrundeliegenden Skalarkörper, {\displaystyle \mathbb {R} } oder {\displaystyle \mathbb {C} }, ab. Es gibt ein auf Jean Bourgain zurückgehendes Beispiel eines reellen Banachraums mit zwei komplexen Banachraum-Strukturen, die nicht isomorph sind.
Aus {\displaystyle \delta (E,F)=1} folgt im Allgemeinen nicht, dass {\displaystyle E} und {\displaystyle F} isometrisch isomorph sind. Für das folgende auf Aleksander Pełczyński und Czesław Bessaga zurückgehende Beispiel seien für {\displaystyle i\in \{0,1\}} folgende Normen auf c0 definiert:
{\displaystyle \|x\|_{i}:=\sup _{j\in \mathbb {N} }|x(j)|+{\bigg (}\sum _{j=1}^{\infty }2^{-2j}|x(j+i)|^{2}{\bigg )}^{\frac {1}{2}}}
Setzt man {\displaystyle E_{i}:=(c_{0},\|\cdot \|_{i})}, so kann man zeigen, dass {\displaystyle E_{0}} strikt konvex ist, {\displaystyle E_{1}} aber nicht; daher können {\displaystyle E_{0}} und {\displaystyle E_{1}} nicht isometrisch isomorph sein. Setzt man für {\displaystyle n\in \mathbb {N} }
{\displaystyle T_{n}\colon E_{0}\rightarrow E_{1},\quad (x(1),x(2),\ldots )\mapsto (x(n),x(1),\ldots ,x(n-1),x(n+1),\ldots )},
so ist {\displaystyle T_{n}} ein Isomorphismus und es ist {\displaystyle \lim _{n\to \infty }\|T_{n}^{-1}\|\|T_{n}\|=1}, also gilt {\displaystyle \delta (E_{0},E_{1})=1}.
So ein Beispiel muss notwendigerweise unendlichdimensional sein, denn für zwei endlichdimensionale Räume {\displaystyle E} und {\displaystyle F} kann man zeigen, dass {\displaystyle \delta (E,F)=1} genau dann gilt, wenn {\displaystyle E} und {\displaystyle F} isometrisch isomorph sind.

## Minkowski-Kompaktum
Es sei {\displaystyle {\mathcal {Q}}_{n}} die Klasse aller n-dimensionalen Banachräume. Die  isometrische Isomorphie ist eine mit {\displaystyle \sim } bezeichnete Äquivalenzrelation auf {\displaystyle {\mathcal {Q}}_{n}}. Man kann zeigen, dass der Banach-Mazur-Abstand eine Abbildung auf der Menge {\displaystyle Q_{n}:={\mathcal {Q}}_{n}/{\sim }} induziert und dass {\displaystyle (Q_{n},{\log }\circ \delta )} ein kompakter metrischer Raum ist, das sogenannte Minkowski-Kompaktum (nach Hermann Minkowski) oder auch Banach-Mazur-Kompaktum.
Auch wenn {\displaystyle \delta } keine Metrik ist, sondern nur der Logarithmus von {\displaystyle \delta }, so werden metrische Begriffe im Zusammenhang mit dem Minkowski-Kompaktum häufig bezüglich {\displaystyle \delta } verwendet, das gilt insbesondere für die in diesem Absatz verwendeten Begriffe Abstand und Durchmesser.
Es bezeichne {\displaystyle \ell _{p}^{n}} den {\displaystyle \mathbb {R} ^{n}} mit der p-Norm. Dann zeigt man leicht {\displaystyle \delta (E,\ell _{1}^{n})\leq n} für alle {\displaystyle E\in {\mathcal {Q}}_{n}}: Nach dem Auerbach-Lemma existiert eine Auerbachbasis {\displaystyle (e_{i},e_{i}')_{i}} von {\displaystyle E}; für {\displaystyle T\colon \ell _{1}^{n}\rightarrow E}, {\displaystyle T((t_{i})_{i}):=\sum _{i=1}^{n}t_{i}e_{i}} gilt dann {\displaystyle T^{-1}x=(e_{i}'(x))_{i}} und daher {\displaystyle \|T\|=1} und {\displaystyle \|T^{-1}\|\leq n}, woraus {\displaystyle \delta (E,\ell _{1}^{n})\leq n} folgt.
Aufwändiger ist die 1948 von Fritz John gezeigte Ungleichung {\displaystyle \delta (E,\ell _{2}^{n})\leq {\sqrt {n}}} für alle {\displaystyle E\in {\mathcal {Q}}_{n}}. Daraus folgt sofort
{\displaystyle \delta (E,F)\leq \delta (E,\ell _{2}^{n})\cdot \delta (\ell _{2}^{n},F)\leq {\sqrt {n}}^{2}=n} für alle {\displaystyle E,F\in {\mathcal {Q}}_{n}}.
Daher ist der Durchmesser des Minkowski-Kompaktums höchstens {\displaystyle n}. E. D. Gluskin konnte zeigen, dass der Durchmesser nach unten durch eine Konstante mal {\displaystyle n} abgeschätzt werden kann. Es sind noch einige konkrete Abstände bekannt, so zum Beispiel
{\displaystyle \delta (\ell _{p}^{n},\ell _{q}^{n})=n^{{\frac {1}{p}}-{\frac {1}{q}}}}, falls {\displaystyle 1\leq p\leq q\leq 2} oder {\displaystyle 2\leq p\leq q\leq \infty }.
Für den Fall {\displaystyle 1\leq p<2<q\leq \infty } kennt man folgende Abschätzung:
{\displaystyle {\frac {1}{\sqrt {2}}}\max\{n^{{\frac {1}{p}}-{\frac {1}{2}}},n^{{\frac {1}{2}}-{\frac {1}{q}}}\}\leq \delta (\ell _{p}^{n},\ell _{q}^{n})\leq {\frac {1}{{\sqrt {2}}-1}}\max\{n^{{\frac {1}{p}}-{\frac {1}{2}}},n^{{\frac {1}{2}}-{\frac {1}{q}}}\}}.